# ホンダ製菓
ホンダ製菓株式会社（ほんだせいか）は、日本の菓子会社。

## 概要
本社は埼玉県川越市に所在。「鉄火焼」ブランドで知られ、せんべいやあられなどの米菓を製造している。「ホンダ」をブランド名としている自動車メーカーの本田技研工業とは無関係である。

## 沿革
- 1954年 川越市山田で米菓の製造を開始。
- 1959年 米菓の量産に着手し、米菓メーカーとしてはいち早くテレビ・ラジオ、新聞・雑誌などの媒体を利用し、「せんべい・あられは鉄火焼」のキャッチコピーで米菓メーカーとしての存在を全国的に示し、現在の基礎を築く。
- 1963年 川越市府川に生地工場（現・本社工場）を建設。

## 過去のCMキャラクター
- 三波伸介